# Loughinisland
Loughinisland (Loch an Oileáin in gaelico irlandese) è un villaggio dell'Irlanda del Nord, situato nella contea di Down.